# Gadaunern
Gadaunern (früher auch Gadaunen) ist eine Rotte und eine Ortschaft in der Marktgemeinde Bad Hofgastein im österreichischen Bundesland Salzburg.

## Geografie
Zur Ortschaft Gadaunern gehören die gleichnamige Rotte Gadaunern, die Streusiedlung Faschingberg und die Alm Wurzeralm. Die Ortschaft umfasst 88 Adressen (Stand: 1. April 2020) und hat 225 Einwohner (Stand: 1. Jänner 2025). Sie befindet sich in der Katastralgemeinde Heißingfelding.
Das Haufendorf Gadaunern liegt auf einem Schwemmkegel im Osten des Gasteinertals zwischen den Ortszentren von Bad Hofgastein und Bad Gastein. Durch den Ort fließt der Gadauner Bach, der im Westen in die Gasteiner Ache mündet. Etwas oberhalb der Siedlung verläuft der Bach durch die Gadaunerer Schlucht, die als Naturdenkmal ausgewiesen ist. Bei einer Erhebung der Vogelarten des Gasteinertals in den 1980er Jahren wurden bei Gadaunern das Braunkehlchen (Saxicola rubetra), die Gartengrasmücke (Sylvia borin), der Grünspecht (Picus viridis) und der Star (Sturnus vulgaris) als Brutvögel beobachtet.

## Geschichte
Gadaunern wurde 1224 erstmals urkundlich als Gadvnarn erwähnt. Im 14. Jahrhundert waren die Schreibweisen Gadawnarn und Kadawnarn in Verwendung. Die Herkunft des Ortsnamens ist unklar und könnte slowenisch, romanisch oder noch älter sein.
Erasmus Weitmoser, der Sohn eines armen Bauern aus Gadaunern, begründete Ende des 15. Jahrhunderts eine für den frühen Bergbau im Gasteinertal bedeutende Unternehmerdynastie. Mit seinem Sohn Christoph ist das Weitmoserschlössl im nahegelegenen Hundsdorf verbunden. Bad Hofgastein und Bad Gastein waren lange Zeit nur über eine Straße, den alten Weg, verbunden. Diese führte durch Heißing, Gadaunern und Badbruck. Zu Zwecken des Erzabbaus wurde im Jahr 1554 die Fürstenstraße eröffnet, die durch Felding und Dietersdorf verlief und bereits zwischen diesen beiden Siedlungen die Gasteiner Ache querte. Dies geschah trotz der Proteste von Tavernenwirten aus Gadaunern und Badbruck, die um ihre Laufkundschaft fürchteten.
Das Gasteinertal war im Sommer 1933 von mehrmaligen Unwetterkatastrophen mit schwerem Hagel, Überschwemmungen und Vermurungen betroffen. Dabei wurden die Ernte vernichtet und Sachschäden an Gebäuden verursacht. Im Speziellen traten am 28. Juli 1933 in Gadaunern sowie in Harbach und Laderding die Wildbäche über die Ufer. Am 19. August 1933 richtete Hagel in Gadaunern, Anger, Vorderschneeberg, Weinetsberg und Wieden schwere Schäden an.

## Kultur und Sehenswürdigkeiten
Die alten Bauernhäuser in Gadauern sind in der Regel dreigeschoßig, weisen einen Mittelflur und einen Querflur auf und haben ihren Giebel auf das Tal ausgerichtet. Zu den bemerkenswerten Paarhöfen zählen das Neureithgut (Nr. 1), das Toferer- oder Königslehen (Nr. 13) und der Hof Schock (Nr. 15).
Als Gadaunerer Pass sind mehrere der zahlreichen Krampus-Gruppen („Passen“) des Gasteinertals dokumentiert. Eine Gruppe war in den 1950er Jahren aktiv, eine in den 1970er Jahren, eine in den 1990er Jahren und eine wurde 2012 neu gegründet. Weitere in Gadaunern auftretende Krampus-Gruppen sind der 1990 gegründete Longzott’ntoifi-Pass und der 2012 gegründete Apotheker-Pass.

## Infrastruktur
Die Siedlung ist über die Bushaltestelle Bad Hofgastein Gadaunern an den öffentlichen Verkehr angeschlossen.